# Национални парк Матсалу
Национални парк Матсалу (ест. Matsalu rahvuspark) је некадашњи резерват природе, а данас национални парк који се налази у округу Ланема у Естонији. Парк је површине 486,1 km², обухвата залив Матсала, ушће реке Касари, село Матсалу и околне регије.
Залив Матсалу један је од најважнијих подручја мочварних птица у Европи, због своје позиције на источно—атлантској птичијој рути. Велики број птица селица користе Матсалу као одмаралиште. Сваког пролећа преко два милиона пловуша пређе преко овог парка, од чега око 1,6 милиона њих су ледењарке.
Национални парк Матсалу је дом великог броја угрожених врста, а многе од њих заведене су у естонску Црвену листу IUCN, као што је белорепан. Чак 22 врсте птица ужива заштиту друге и треће категорије, као и смрдљива крастава жаба и 10 врста сисара.

## Географија
Национални парк Матсалу заузима површину од 486,1 km², заједно са Матсалу заливом, ушћем реке Касари, селом Матсалу и околним регијама — поплавним равницама, ливадама, пољима трске, шумама и деловима Вајнамерија око ушћа залива, који обухвата више од 50 острва. Земљану површину парка заузима 224,4 km², док 261,8 km² отпада на водене површине.
Залив Матсалу је плитак, садржи брактичну воду, која је изузетно еколошки чиста. Залив је 18 km дуживе и 6 km ширине, док је његова просечна дубина 1,5 м, а максимална 3,5 m. Салинитет воде је 0,7% промила, док је дужина читаве обале око 165 km.
На обали острва налазе се шиндре и трска, паралелно са најширим делом залива. Река Касари је највећа од неколико река које се уливају у залив Матсалу. Делта реке Касари није у свом првобитном облику услед исковања које су се одвила 1930 и 1960. године. На том пределу се данас налази влажна ливада, једна од највећих у Европи. Око главног канала шире све трске ка западу и заузму сваке године предео од 10 м². Годишњи прилив из реке Касари у залив Матсалу је осам пута већи од самог залива. Седименти који из реке водом доспеју у залив доприносе проширењу трава.
У парку је пописано 282 врсте птица, 175 врста њих се ове гдезди, а 35 врста су птице водарице. У водама парка настањено је 49 врста птица, а 47 врста сисара регистровано је у парку, заједно са 772 врсте васкуларих биљака.
Сваког пролећа преко 2 милиона птица водарица прође преко Националног парка Матсалу, укључујући између 10.000—20.000 малих лабуда, 10.000 патки дупљашица, ћубастих патака, великих ронаца, морских црнки и многих других. Колонија од 20.000 белоликих гусака, преко 10.000 дивљих гусака и хиљаде врста Semipalmated sandpiper задржавајусе у току пролећа на пашњацима и рекама Матсалуа. Најброније врсте у парку су ледењарке, којих кроз парк током једне године прође око 1,6 милиона. Отприлике око 35.000-40.000 патака хране се у на влажним равницама парка у пролеће. У јесен око 300.000 птица селица прође кроз парк. Влажна подручја парка су највећа места заустављања ждрала у Европи. Највећи број ждралова у парку био је 23.000.

## Историја
Научно истраживање у Матсалу започето је око 1870. године, када је Валеријан Русов, кустос музеја Универзитета у Тартуу кратко време посматрао и пописивао птице у заливу Матсалу. Између 1928. и 1936. године, Ерик Кумари истраживао је птице у Матсалуу и предложио стварање подручја за заштиту птица на простору данашњег парка, 1936. године. Године 1939. делови залива Матсалу били су заштићени.
Истраживање у Матсалу постало је редовно 1945. године када је Институт за ботанику и зоологију Естонске академије наука основао истраживачку базу у селу Пеничу. Природни резерват Матсалу основан је 1957. године углавном због заштите гнезда птица и птица селица. Први стални радници резервата природе били су научници и биолози, који су почели са радом на овом подручју 1958. године и истраживачки центар у селу Пеничу постао је административни центар од резервата природе Матсалу. Естонски центар за научно прстеновање птица такође се налази у селу Пеничу.
Године 1976, Матсалу је био укључен у листу мочвара међународног значаја у складу са Међународном конвенцијом о заштити мочвара по Рамсарској конвенцији. Европска повеља о заштићеним подручијима додељена је природном резервату Матсалу 2003. године од стране Савета Европе, у знак успеха у очувању различитости станишта и бројних врста птица и других биомских група у резервату природе. Матсалу је једини резерват природе у Естонији који је добио ову награду.
Године 2004. резерват природе Матсалу је заједно са околним регијама постао национални парк. Матсалу има три планинске стазе и седам торњева за посматрање птица, а они се налазе у селима Пениче, Клостри, Хаеска, Суицу, Југасар, Кудева у селу Кему.

## Међународни филмски фестивал у Матсалу
Међународни филмски фестивал у Матсалу (ест. Matsalu loodusfilmide festival) се одржава сваке јесени у оближњем граду Лихула. Фестивал организује непрофитна организација МТУ Матсалу Фестивал филма, која је основана крајем 2003. године. У фебруару 2001. године МТУ Матсалу фестивал филма организовао је Филмски фестивал у сарадњи са естонским Државним центром за управљање шумама.
Први филмски фестивал филма Матсалу одржан је у периоду 3. октобра до 5. октобра 2003. године у Лихули са конкурентним програмом од 23 филма из 7 земаља и те године фестивал је посетило више од 2.500 људи. Други фестивал одржан је у периоду од 23. септембра до 25. септембра 2004. године, са учесницима из 14 земаља, конкурентним програмом од 35 филмова и око 5.000 посетилаца. 
Трећи фестивал одржан 22. септембра, а трајао је до 25. септембра 2005. године са конкурентним програмом од 39 филмова из 16 земаља и преко 7.000 посетилаца.
Четврти фестивал, одржан је у периоду од 21. септембра до 24. септембра 2006. године, имао је 21 земљу учесница и 41 такмичарски филм. Пети фестивал филма природе Матсалу одржан је између 19. септембра и 23. септембра 2007. године, а имао је више од 7.000 посетилаца
Године 2007, .организатори Међународног фестивала природе Матсалу добили су Награду за зашититу животне средине године од Министарства животне средине Естоније. Министарство је истакло успешну организацију филмског фестивала током протеклих година, која је популаризовала заштиту природе и знатно допринела еколошкој свести.

## Галерија
- Ливада у парку
- Јато гусака
- Острво Кумари
- Обала полуострва Пуис
- Река Касари у пролеће
- Река Касари
- Суицу река у парку
- Стара штала за сено на крају Суитсу планинарске стазе
- Поглед на реку из села Хаеска
- Центар националног парка, село Пеничу
- Стара кућа у Матсалу
- Пристаниште у националном парку